# Towcester
Towcester is een civil parish in het bestuurlijke gebied South Northamptonshire, in het Engelse graafschap Northamptonshire. De plaats telt 9252 inwoners.

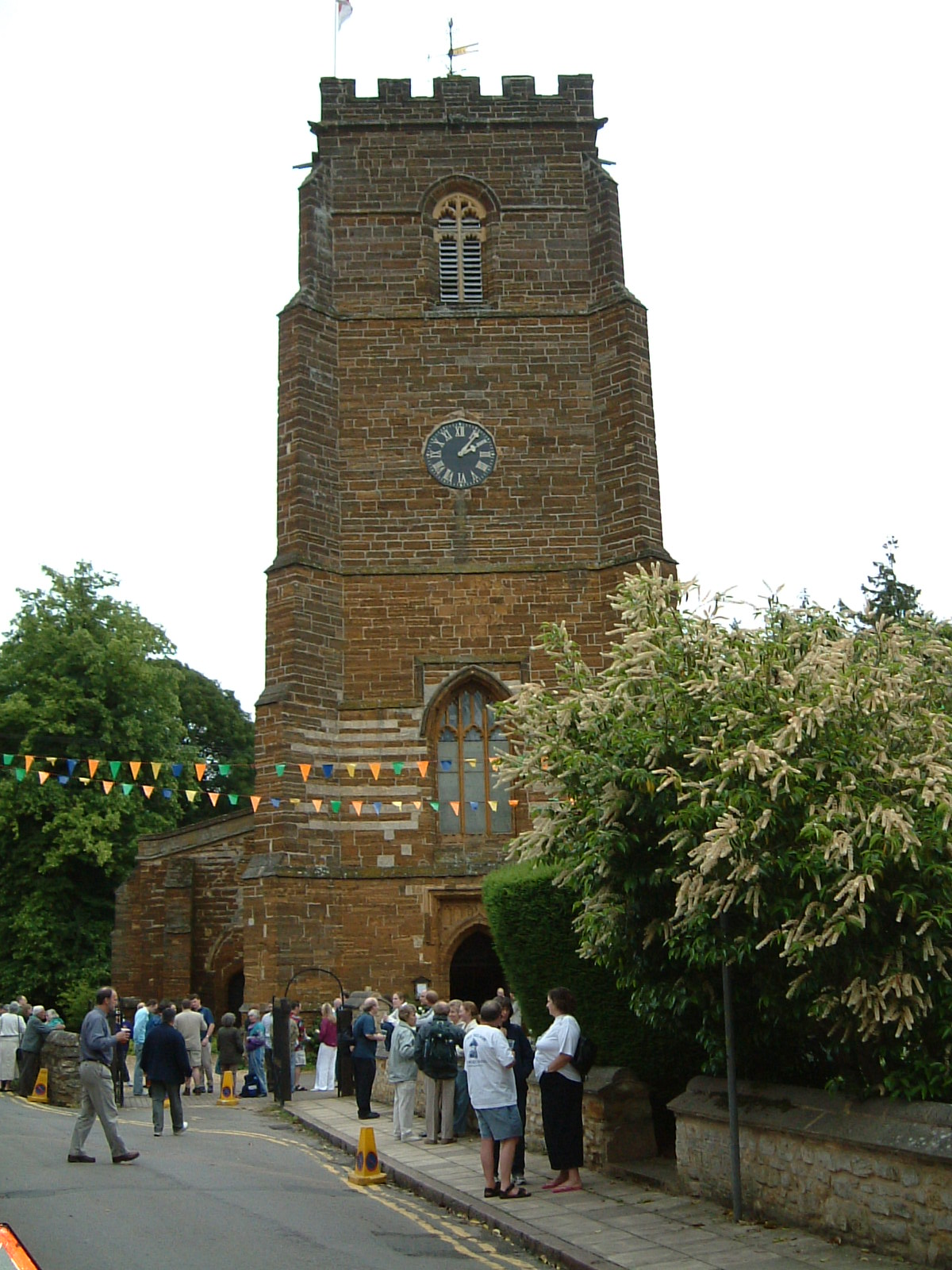
Kerk van Towcester
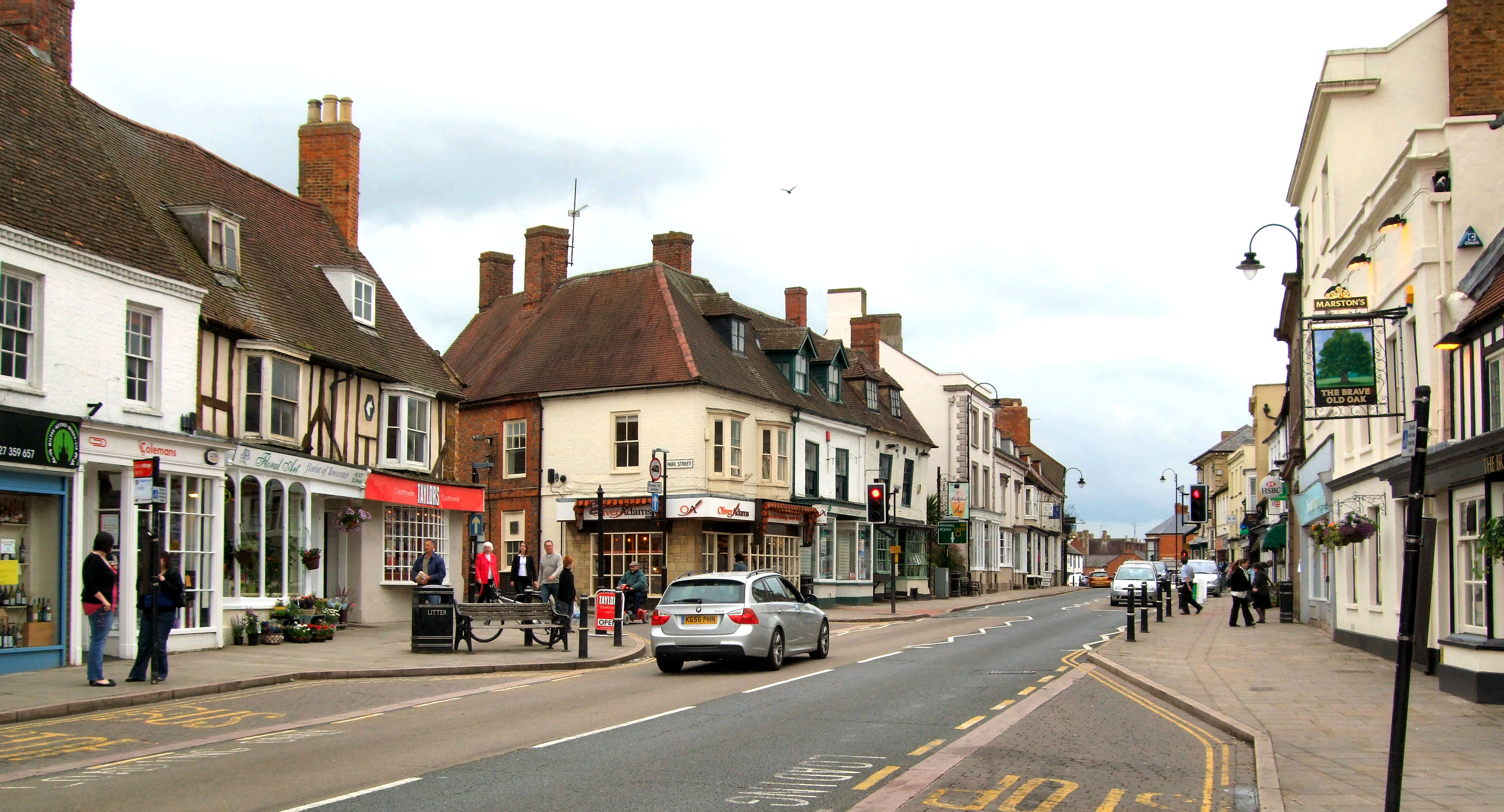
Watling Street

## Sport
Towcester is vooral bekend om het Silverstone Circuit dat in Silverstone (deelgemeente van Towcester) gelegen is en waar jaarlijks de Grote Prijs Formule 1 van Groot-Brittannië verreden wordt.